# Albrecht Frenzel
Albrecht Frenzel (* 2. März 1966 in Gießen) ist ein deutscher Medienmanager und Journalist, seit 2015 ist er Leiter der Verwaltungsdirektion des Bayerischen Rundfunks und ab März 2022 stellvertretender Intendant des Bayerischen Rundfunks.

## Beruflicher Werdegang
Seine berufliche Laufbahn startete Frenzel als Journalist bei der Schwäbischen Zeitung in Leutkirch, wo er 1986 nach dem Abitur ein Volontariat antrat und bis 1990 als Redakteur arbeitete. Von 1990 bis 1995 studierte er an der Universität Konstanz Verwaltungswissenschaften und schloss dort sein Studium mit einem Diplom zum Thema „Vergleich der Eigendynamik politischer Reformprozesse in Brandenburg und Sachsen“ ab. 1998 promovierte Frenzel an der Martin-Luther-Universität Halle-Wittenberg zum Dr. phil.
Seine ARD-Karriere begann Frenzel 1998 beim damaligen Süddeutschen Rundfunk (SDR) in Stuttgart, zunächst als Trainee und dann als Referent des Verwaltungsdirektors des Südwestrundfunks (SWR). In dieser Zeit fand die Fusion von SDR und Südwestfunk (SWF) zum SWR statt. Von 1999 bis 2002 arbeitete Frenzel beim deutsch-französischen Fernsehsender Arte in Straßburg. Dort avancierte er vom Leiter der Unternehmensplanung zum Verantwortlichen der Multimedia-Redaktion. 2002 ging er von Straßburg zum Norddeutschen Rundfunk nach Hamburg, zunächst als Leiter der NDR-Intendanz. 2006 wurde er zum Verwaltungsdirektor des NDR berufen, blieb dort neun Jahre. In dieser Zeit war er 2013 und 2014 im Rahmen des ARD-Vorsitzes des NDR Vorsitzender der Finanzkommission der ARD. Zum 1. Januar 2015 wechselte Frenzel zum Bayerischen Rundfunk nach München, wo er ebenfalls als Verwaltungsdirektor fungiert und zum 1. Januar 2020 durch den BR-Rundfunkrat für eine zweite Amtszeit berufen wurde. Von 2018 bis 2019 war Frenzel während des ARD-Vorsitzes des Bayerischen Rundfunks erneut Vorsitzender der Finanzkommission der ARD.
Im September 2020 wurde Albrecht Frenzel neben Katja Wildermuth und Christian Vogg seitens des Rundfunkrats des Bayerischen Rundfunks als Nachfolger des Intendanten Ulrich Wilhelm, der auf eine weitere Kandidatur verzichtete, vorgeschlagen. Gewählt wurde am 22. Oktober 2020 Katja Wildermuth. Albrecht Frenzel wurde auf Vorschlag von Katja Wildermuth im Juli 2021 vom Rundfunkrat mit Amtszeitbeginn März 2022 zum stellvertretenden Intendanten des Bayerischen Rundfunks berufen.

## Nebenämter
Frenzel vertritt in den Aufsichtsgremien der Film- und Fernsehproduktionsfirmen Bavaria und Telepool den Bayerischen Rundfunk.

## Publikationen (Auszug)
- Frenzel, Albrecht: Die Eigendynamik ostdeutscher Kreisgebietsreformen. Eine Untersuchung landesspezifischer Verlaufsmuster in Brandenburg und Sachsen. Nomos Verlag, 1996, ISBN 3-7890-4088-6.
- Frenzel, Albrecht; Ast. Susanne; Benz, Arthur, in Mannheimer Jahrbuch für Europäische Sozialforschung, Band 2: Regionale Institutionenpolitik im Prozess der Europäisierung. Campus Verlag, Frankfurt a. M. 1997.
- Frenzel, Albrecht: Stadtregionale Entwicklungssteuerung im Standortwettbewerb, Dissertation. Halle 1998.
- Frenzel, Albrecht: Crossmedialität als Herausforderung für eine öffentlich-rechtliche Rundfunkanstalt. New Business Verlag, 2015, ISSN 1613-0669, S. 47–48.